# David Atkinson (baryton)
Pour les articles homonymes, voir David Atkinson et Atkinson.
David Anthony Stuart Atkinson (né David Burke le 20 octobre 1921 et mort le 4 octobre 2012) est un acteur et chanteur baryton canadien et new-yorkais de Broadway. La majeure partie de sa carrière a été consacrée aux comédies musicales et aux opérettes à New York depuis la fin des années 1940 jusqu'au début des années 1970, bien qu'il soit apparu dans certains opéras et ait fait quelques apparitions à la télévision.
En 1952, il crée le rôle de Sam dans la première mondiale de Trouble in Tahiti de Leonard Bernstein. De 1956 à 1962, il est l'un des principaux interprètes du New York City Opera où il joue dans plusieurs comédies musicales et apparaît dans les premières mondiales de plusieurs opéras de langue anglaise. Son plus grand succès sur scène est venu tard dans sa carrière : le rôle de Cervantes dans L'Homme de la Mancha qu'il a interprété dans la production originale de Broadway (en remplacement de Richard Kiley), la tournée nationale de 1968, et dans le renouveau de Broadway 1972.

## Jeunesse
Né David Burke à Montréal, Atkinson grandit à Saint-Romuald (Québec). Alors que ses parents sont de langue maternelle anglaise, sa communauté est francophone et il apprend à parler les deux langues étant enfant. Après des études au Collège Bishop, il sert dans l'Aviation royale canadienne pendant la Seconde Guerre mondiale dans le Pacifique Sud juste avant la capitulation du Japon. Après la guerre, il étudie la musique à l'Université McGill en 1946. Il quitte McGill en 1947 après avoir remporté une bourse pour fréquenter la Juilliard School à New York. Il ne reste que seulement un an à Juilliard, quittant l'école pour commencer sa carrière en tant qu'interprète de théâtre musical à l'automne 1948. Il continue à étudier le chant en privé avec Harry Jompulsky à New York.

## Carrière
Pendant ses études à Juilliard, Atkinson fait ses débuts professionnels à l'opéra, en utilisant son nom de naissance David Burke, avec la Guilde de l'Opéra de Montréal (OGM) en janvier 1948, en tant que Monterone dans Rigoletto de Giuseppe Verdi. En mai suivant, il interprète le rôle du Grand-Prêtre de Dagon dans Samson et Dalila de Camille Saint-Saëns, avec l'OGM. En septembre 1948, il fait ses débuts à Broadway sous le nom de John Atkinson (Atkinson étant le nom de jeune fille de sa mère) succédant à John Tyers en tant que Franz Liszt dans la revue musicale Inside USA (en). Il reste avec la production de la première tournée nationale de la comédie musicale après sa fermeture à New York en février 1949.
En 1951, il se produit dans plusieurs productions au Paper Mill Playhouse (en), y compris les rôles du prince Franz dans Sweethearts (musical) (en) de Victor Herbert, Edvard Grieg dans Song of Norway (en) de Robert Wright et George Forrest (author) (en) et Pierre Birabeau dans The Desert Song de Sigmund Romberg.
En juin 1952, il interprète Sam dans la première mondiale de Trouble in Tahiti de Leonard Bernstein au Berstein's Festival of the Creative Arts sur le campus de l'Université Brandeis devant un public de près de 3 000 personnes. En novembre suivant, il reprend le rôle de Sam dans une émission télévisée nationale diffusant Trouble in Tahiti présenté par le NBC Opera Theatre (en) (NBCOT). Il chante plus tard le rôle de Sam au New York City Opera (NYCO) en 1958. En 1953, il interprète pour NBCOT le rôle de Don José dans Carmen de Georges Bizet, avec Vera Bryner dans le rôle titre.
En 1954, Atkinson revient à Broadway pour incarner Clyde Hallam dans la distribution originale de The Girl in Pink Tights (La fille aux collants roses), de Sigmund Romberg.
En 1955, il joue en face de Carol Channing dans la production originale de Broadway de The Vamp (en) de John La Touche (lyricist) (en).
En 1956, il interprète deux rôles dans des reprises musicales montées par le NYCO au Lincoln Center : Frederick C. Graham à Lilli Vanessi de Kitty Carlisle dans Kiss Me, Kate de Cole Porter et Gaylord Ravenal dans Show Boat de Jerome Kern.
Il retourne au Lincoln Center en 1957 pour interpréter le rôle de Tommy Albright dans la renaissance du NYCO de Lerner and Loewe (en), Brigadoon qui a ensuite déménagé au Adelphi Theatre sur Broadway. La même année, il interprète Jack Worthing dans Who's Earnest?, une adaptation musicale de Oscar Wilde L'Importance d'être Constant qui est diffusé sur le programme télévisé The United States Steel Hour (en).
En 1958, il crée le rôle du docteur Gregg lors de la première mondiale de l'opéra de Douglas Moore, Gallantry (opera) (en), au Brander Matthews Theatre (maintenant détruit), sur la 117e rue. Il paraît également au Lincoln Center en 1958 sous le nom de Frank Butler dans la renaissance du NYCO de Annie Get Your Gun et en tant que Lieutenant Henry Lukash dans la première mondiale de l'opéra de Robert Kurka (en) Les Aventures du brave soldat Švejk. Il interprète aussi le rôle de Billy dans Carousel (comédie musicale) de Rodgers et Hammerstein à l'Exposition universelle de 1958.
En 1959, il joue au NYCO dans une reprise de Say, Darling (en) et comme Pantaloon dans la première mondiale de Robert Ward, He Who Gets Slapped (Celui qui se fait gifler) avec Norman Kelley (en) comme comte Mancini et Regina Sarfaty (en) comme Zinida. Également en 1959, il apparaît dans la production de la compagnie du San Francisco Opera At the Grand, tenant le rôle du juge dans une reprise de Can-Can à Central Park, puis en tant que comte Danilo Danilovitsch dans La Veuve joyeuse de Franz Lehár, pour CBC Television.
En 1960, Atkinson retourne au NYCO pour représenter Larry Foreman dans The Cradle Will Rock (en) de Marc Blitzstein.
En 1961, il reprend le rôle de Mack the Knife dans la Off-Broadway reprise de L'Opéra de quat'sous de Kurt Weill, au Lucille Lortel Theatre (en) mais quitte cette production après seulement quelques semaines pour créer le rôle de Jack Absolute dans la première mondiale de All In Love de Bruce Geller, au Martinique Theatre de New York.
En 1963, il remplace Ron Holgate (en) en tant que capitaine Miles Gloriosus dans la production originale de Broadway de Stephen Sondheim, Le Forum en folie. En 1964, il interprète le rôle de Phileas Fogg dans une adaptation musicale du roman de Jules Verne Le Tour du monde en quatre-vingts jours au Jones Beach Theater (en). Il retourne à Jones Beach en 1965 pour jouer dans la comédie musicale Mardi Gras!.
En 1967, Atkinson reprend le rôle de Cervantes dans la production originale de Broadway de Man of La Mancha, et en 1968 il joue le rôle dans la production de tournée nationale. Il chante notamment la chanson La quête en direct aux 22es Tony Awards. Il revient au casting de Broadway en 1969. Il rejoue ensuite Cervantes pour la représentation en matinée seulement lors de la reprise de Broadway en 1972 et au Coachlight Dinner Theatre de Nanuet, New York en 1980. En 1973, il joue dans The Freedom of the City (en) (La liberté de la ville), de Brian Friel, au Royal Court Theatre à Londres.
Atkinson meurt à New York le 4 octobre 2012, laissant sa femme Carol.